# Station Sirevåg
Station Sirevåg is een station in  Sirevåg in de gemeente Hå in het zuidwesten van Noorwegen. Het station ligt aan Sørlandsbanen, en wordt alleen bediend door  de stoptreinen van Jærbanen richting Stavanger en Egersund. 